# 平維盛
平維盛（日语：／ Taira no Koremori，1159年—1184年5月10日），日本平安時代末期的武將。他是平清盛的嫡孫，平重盛的嫡男。異母弟平資盛、平清經、平有盛、平師盛、平忠房、平宗實。官階從三位右近衛權中將，人稱小松中將。

## 生平

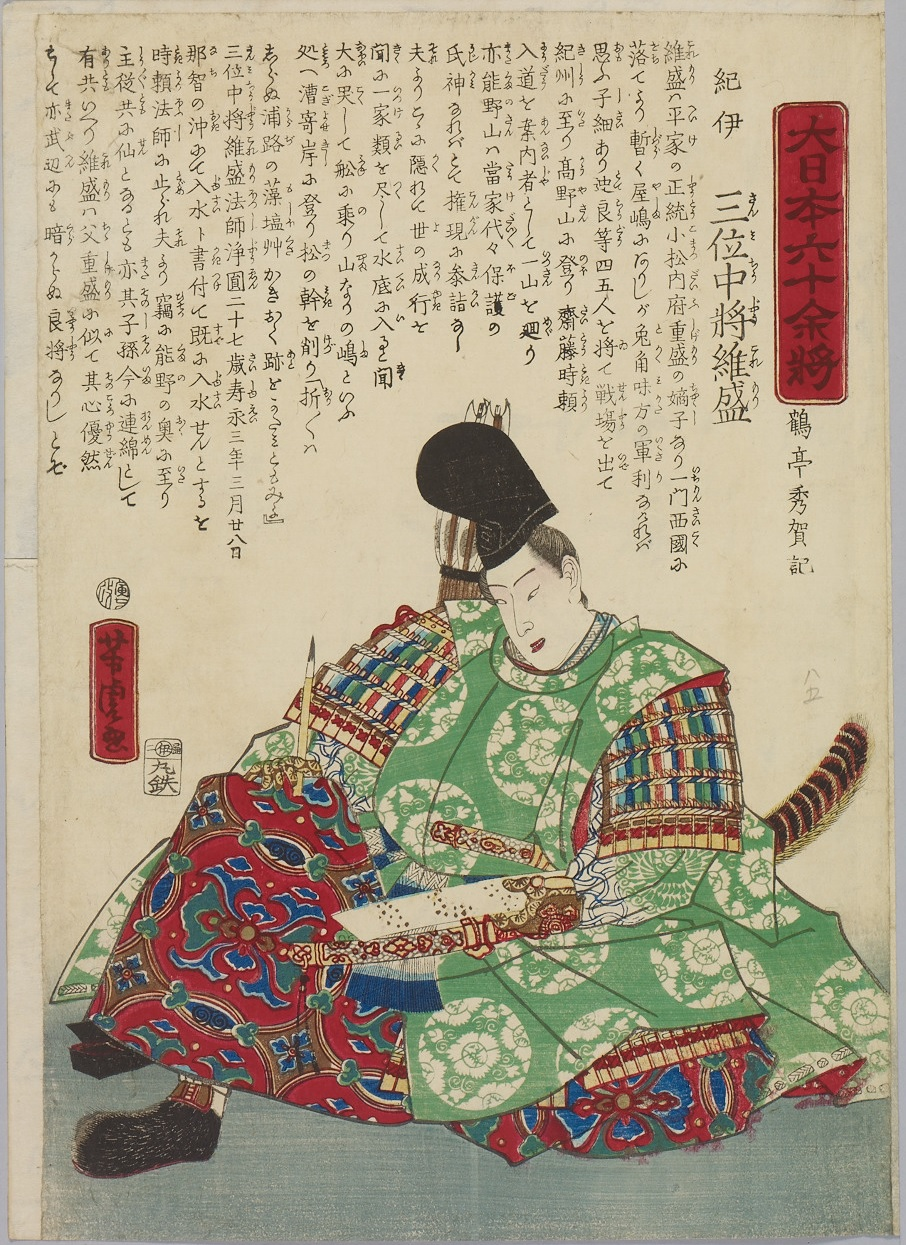
歌川芳虎『大日本六十余将』の維盛

根據相關史料記載，平維盛的母親為官女，可能是平時子的妹妹，其生平不明，因此其地位應該不是很高；然而維盛憑藉著自身才華，被父親重盛立為嫡男。根據《大日本史》記載，維盛相貌俊美，因此頗受人喜愛。
根據九條兼實的日記《玉葉》記載，在嘉應2年（1170年）7月發生了殿下乘合事件，平重盛的嫡男平資盛（維盛的異母兄弟）同攝政松殿基房爭道，基房的從者羞辱了資盛。平清盛得知此事後，在高倉天皇的加冠儀式上亦羞辱了基房。重盛得知後大為震驚，對資盛施以責罰。此後，維盛的官位開始超越了資盛，可能就是在這段時期內，維盛被父親重盛立為嫡男。承安2年（1172年），14歲的平維盛娶藤原成親的次女新大納言局為正室。
安元2年（1176年）3月4日，18歲的平維盛當時以從四位上右近衛權少將的身份，參加了後白河法皇50歲的祝賀禮。維盛戴著烏帽子，頭上插著櫻枝和梅枝，隨雅樂跳起了青海波的舞蹈。時人驚豔其俊美，呼之為櫻梅少將。
1179年（治承3年）7月，維盛的父親平重盛病死，叔父宗盛成為了平氏棟梁。由於維盛是重盛的嫡男，他與平家一門的關係變得非常微妙；而且維盛的岳父就是鹿谷陰謀事件中試圖推翻平氏政權的藤原成親，維盛在平家一門中逐漸受到了孤立；後白河法皇在重盛卒後又沒收了重盛所領的知行國越前，使他的生活收入受到了威脅。
1180年（治承4年）9月5日，源賴朝在坂東舉兵反平家，平清盛派遣維盛為追討大將軍，平忠度、平知度為副大將，藤原忠清為侍大將，前往征討源氏。平維盛同侍大將藤原忠清不和，因此直到當月的月底才發兵。在富士川之戰中，平家的武將將水鳥的羽音誤以為是源賴朝来襲而逃走。維盛率部逃回京都，清盛大為光火，欲將他流放到鬼界之島去，但在平家成員的求情下赦免了他。
1181年在尾張国墨俁川與平重衡、平忠度共同擊破源行家的軍隊，升為從二位右中將、藏人頭，人稱小松中將。1183年（壽永2年）率軍10萬（一說4萬）前往征討北陸道的木曾義仲，在俱利伽羅峠之戰中被木曾義仲擊敗，平家方面傷亡慘重。此後平家決定拋棄京都前往西國。平維盛隨行前往，但將自己的妻兒新大納言局和六代留在了京都。維盛此舉引起了平宗盛和平知盛的懷疑，認為其懷有二心。
1184年（壽永3年）一之谷之戰發生後，平維盛因思念家人，秘密乘船離開了屋島，在紀伊登陸，欲與妻兒相會；但由於道路阻塞，輾轉來到了高野山，在高野山的粉川寺出家，法名淨圓。據說此後在熊野附近海域跳海自殺，相傳其自殺的地點為那智瀑布的山成島。亦有一說其並未身亡，而是隱居了起來。

## 親屬
- 父：平重盛（1138 - 1179）
- 母：官女（出身不詳）
- 妻：建春門院新大納言局 - 藤原成親之女、后改嫁吉田（藤原）經房[2]
  - 子：妙覺[3]（六代丸、平高清）
  - 女：名不詳
- 妻：藤原光忠之女[4]
- 妾：建春門院新中納言局 - 平親宗之女[5]

## 相關作品
電視劇
- 『新・平家物語』（1972年、NHK大河劇。演員：藤間文彥）
- 『義經』（2005年、NHK大河劇。演員：賀集利樹）
- 『平清盛』（2012年、NHK大河大河劇。演員：井之脇海／大西勇哉（童年））
- 『鎌倉殿的13人』（2022年、NHK大河劇。演員：濱正悟）

電視動畫
- 『平家物語』（2022年、富士電視台。聲優：入野自由）

## 延伸閱讀
- 大日本史　卷之一百五十六　列傳第八十三 （页面存档备份，存于）